# Аћим Катић
Аћим Катић главни је и кључни лик у роману Корени. Фабула романа је смештена на крај деветнаестог века у једном српском селу и прати животе Аћима, једног од радикалских вођа тог времена, и његових синова Вукашина и Ђорђа.

## Опис лика
Унутрашњост лика је приказана честим монолозима. Задире у свест лика те нам приказује како се он мења и развија заједно с причом. Око Аћима Катића се врте сви сукоби, како у породици тако и у друштву. Његов ум је заведен те он чврсто верује у беговску свемоћ и неуништивост.
Аћим је син Кате и воденичара Луке Дошљака. Његов отац Лука био је сироче остављен у шипражју кога је нашла нека жена. Његова мајка Ката, првобитно је била удата за Василија богатог хајдука и вођу из Прерова, који је после сваке битке на софри ножем урезивао број оних које је убио. Стицајем околности, Василије је погинуо пре Аћимовог рођења, па је Василијева жена Ката, решила да иметак задржи тако што ће да затрудни са Луком Дошљаком. Аћима су сви у Прерову звали Аћим Дошљак, док није стасао за војску. Тада је његова мајка Ката платила официру да га заведу као Аћим Катић.
Он је представник радикала и чини све како би остварио свој циљ.Аћим је пре политике био обичан трговац свињама, док једног дана није у Јагодини у механи срео Адама Богисављевића, човека обичног рода, али доброг говорника, начитаног. Кроз разговор Адам Богисављевић је Аћима увукао у политику, па је и Аћим почео као Адам да чита новине и књиге и да држи говоре на скуповима.
Кроз живот доживеће бројне поразе, како у политичком, тако и у породичном животу, а оне ће га јако погодити јер се тичу његовог самопоуздања, моћи, достојанства.
Његово највеће разочарење десило се када је Вукашин, његов млађи син и миљеник решио после школовања( на које га је Аћим послао у намери да Вукашин постане радикал) дошао у Перово за Божић, да објави Аћиму како је решио да се ожени ћерком либерала Тошића, Аћимовог политичког противника. Аћим је ово доживео као издају и решио је да имање препише у тестаменту Ђорђу, старијем сину, кога није подносио и кога је цео живот понижавао.
Иако му се кроз живот нижу разочарања, светли тренутак је онај када му се се роди унук Адам који је од тада његов нови смисао живота. Адаму је Аћим дао име по Адаму Богисављевићу, човеку с којим се Аћим срео у Јагодини у механи и који је иако обичан човек, својом речитошћу и начитаношћу инспирисао Аћима да од трговца почне да се бави политиком.
У Времену смрти, који су наставак Корена, Адам је у коњичкој дивизији. Аћим нестрпљиво очекује писмо унука. Вукашин коме је син Иван заробљен током Колубарске битке, обећава Аћиму да ће прекомандовати Адама у телефонисте. Аћим нестрпљиво очекује да се сретне са Вукашина, међутим до коначног сусрета уочи Тројне офанзиве на Србију неће доћи. Аћим ће упознати само Милену, своју унуку, са којом ће се упутити у Паланку на железничку станицу, где ће срести краља Петра Карађорђевића. Иако је одушевљен што га је краљ препознао по буни, Аћим је разочаран понашањем народа. На крају ће Аћим  погинути на железничкој станици, тако што ће га током хаоса и метежа гурнути на шине, и он ће ударити главом у исте.Адам ће побећи на коњу код преровског потока, растајући се с девојком, док Немачки митраљез пуца на поток.Вукашин такође напушта Прерово са Олгом, док Милена остаје. Први од окупаторских војника који ће ући у авлију Катића, биће одред немачких коњаника, улана, које ће Ђорђе дочекати уз ракију и храну. Аћимова сахрана биће одржана после уласка окупатора у Прерово, само у кругу породице. Речи слуге и надничара Толе Дачића, који га је са Миленом донео тешко повређеног у Прерово, описаће Аћима, да је сво добро чинио својом руком дању, да сви виде, а зло ноћу, туђом руком, као и речи да Аћиму нису дошли главе непријатељи, већ народ, због ког је био огорчен на све и из ког се црпела сва Аћимова снага воље.

## Екранизација
У екранизацији романа Корени, лик Аћима Катића је глумио Жарко Лаушевић. У серији Време смрти, лик Аћима глуми Мики Манојловић.